# Denuy
Denuy es una localidad española del municipio de Laspaúles, perteneciente a la provincia de Huesca, en la comunidad autónoma de Aragón.

## Historia
Hacia mediados del siglo XIX, el lugar, por entonces con ayuntamiento propio, tenía contabilizada una población de 39 habitantes. Aparece descrito en el séptimo volumen del Diccionario geográfico-estadístico-histórico de España y sus posesiones de Ultramar de Pascual Madoz con las siguientes palabras:

DENUY: l. con ayunt. en la prov. de Huesca (30 horas), part. jud. de Benabarre (12), aud. terr. y c. g. de Zaragoza (50), dióc. de Lérida (30): sit. en una pendiente, y aunque resguardado del viento N., su clima es frio, siendo las enfermedades mas comunes sorderas y paperas: tiene 10 casas, igl. parr. (San Caprasio) servida por un cura de provision del diocesano, é inmediata á la pobl. una fuente de regular agua. Confina el térm. por N., E. y S. con el de Castanesa, y por O. con el de Nerill. El terreno es pedregoso y de secano, con algun arbolado de fresnos, quejigos y árboles frutales en algunos huertos que se riegan, y le cruza inmediato y al O. de la pobl. el arroyo la Almoladera. Los caminos son locales, de herradura y en regular estado. prod.: trigo morcacho, patatas, algunas frutas y cáñamo; cria de ganado lanar, cabrio, vacuno y asnal; caza de perdices y liebres. pobl.: 5 vec., 39 almas.
(Madoz, 1847, p. 378)

El municipio de Denuy desapareció de cara al censo de 1857, al incorporarse al de Neril. En la actualidad, pertenece al de Laspaúles. En 2023, la entidad singular de población tenía empadronados siete habitantes y el núcleo de población, también siete.